# Iris vorobievii
Iris vorobievii är en irisväxtart som beskrevs av N.S. Pavlova. Iris vorobievii ingår i släktet irisar, och familjen irisväxter. Inga underarter finns listade i Catalogue of Life.